# 이동순 (1948년)
이동순(1948년 6월 20일 ~ )는 대한민국의 방송인이었다.

## 학력
- 경복고등학교
- 서강대학교 신문방송학과 학사

## 경력
- KBS 시사교양본부 PD (1975년 입사)
- KBS TV제작본부 제작위원
- KBS 시사교양본부 운영팀장 (차장급)
- KBS 위성방송국 위성제작담당 (부장급)
- KBS 시사교양본부 생활정보담당
- KBS 시사교양본부 편성기획팀장 (국장급)
- KBS TV제작본부 외주제작국장 (콘텐츠본부 애니메이션 운영사업팀장 겸임)
- KBS 청주방송총국장
- KBS 심의평가실 자문위원 (본부장급)
- 방송위원회(현 방송통신심의위원회) 시청자불만처리위원회 자문위원